# تئونا باکرادزه
تئونا باکرادزه (گرجی: თეონა ბაქრაძე؛ زادهٔ ۲۴ ژانویهٔ ۱۹۹۶) بازیکن فوتبال اهل گرجستان است.
وی همچنین در تیم ملی فوتبال Georgia بازی کرده‌است.